# Soupe de potiron
 (janvier 2020).
Si vous disposez d'ouvrages ou d'articles de référence ou si vous connaissez des sites web de qualité traitant du thème abordé ici, merci de compléter l'article en donnant les références utiles à sa vérifiabilité et en les liant à la section « Notes et références ».

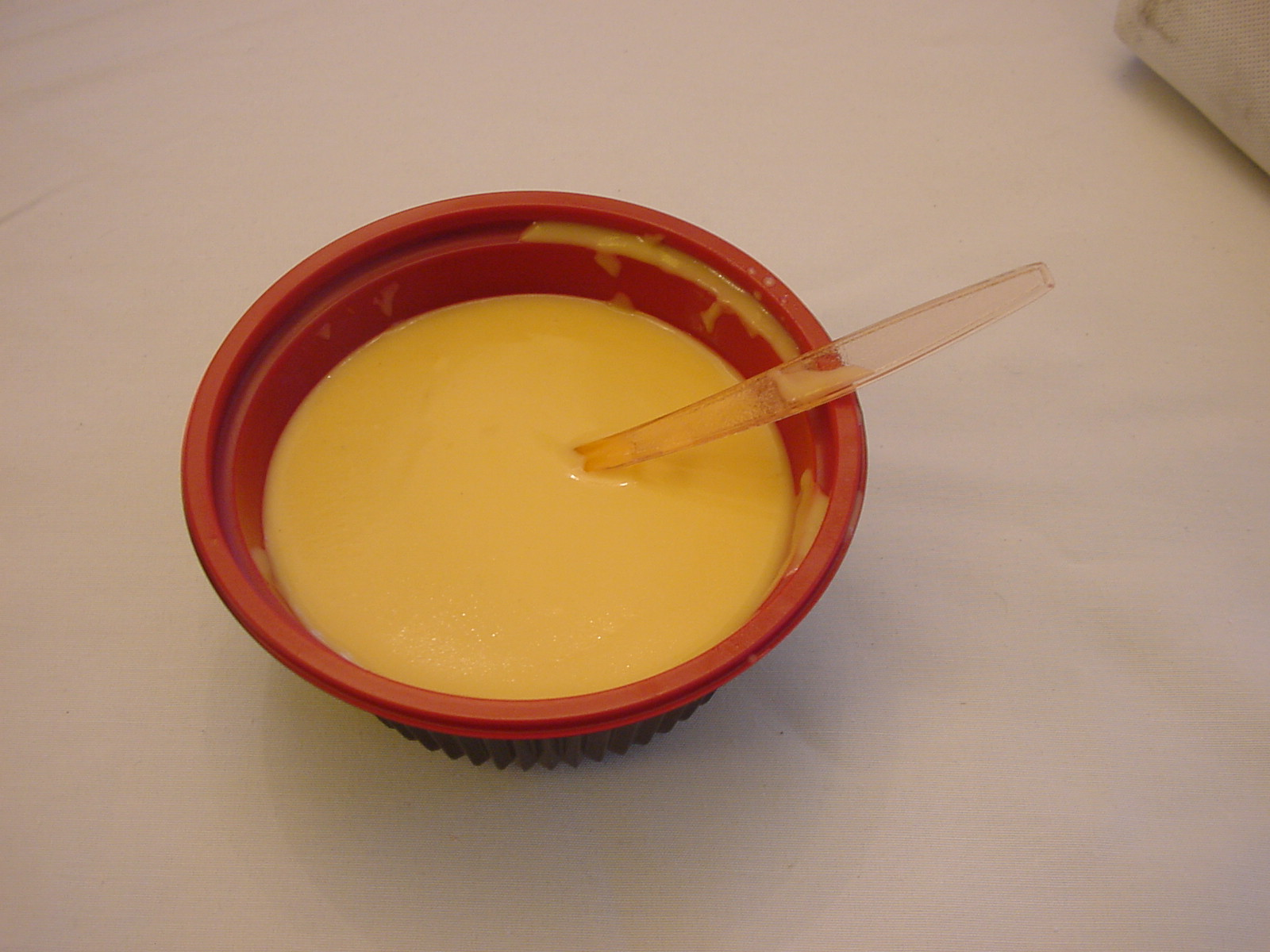
Suggestion de présentation pour votre soupe de potiron.

La soupe de potiron est une soupe généralement liée préparée à partir d'une purée de potiron, de son vrai nom Cucurbita maxima, originaire des régions tropicales d'Amérique du Sud. Le terme « potiron » n'est apparu naturellement que lors de son introduction en France au XVIe siècle. Il désignait à la base un gros champignon.
Elle est faite en combinant la chair d'un potiron mixée avec du bouillon, éventuellement décorée de pluches de cerfeuil.
Elle est magnifiée par l'ajout de crème (végétale ou animale) et d'épices.
Outre le sel et le poivre, la cannelle, la muscade ou le gingembre , toujours en quantités raisonnables, enrichissent la saveur de cette soupe naturellement veloutée.
Elle peut se servir chaude ou froide. Aux États-Unis c'est un plat populaire à l'occasion de Thanksgiving.
Pendant la guerre du Viêt Nam, la soupe de potiron était un aliment de base pour les prisonniers de guerre dans les camps du Nord Viêt Nam.